# 광적면
광적면(廣積面)은 대한민국 경기도 양주시의 면이다. 광적면은 양주시의 서북쪽에 위치하며, 파주시와 경계를 접하고 있다.

## 개요
광적면은 도락산과 노고산, 효촌저수지 등 자연의 휴식공간과 문화공연의 산실인 양주문화예술회관이 위치한 양주시의 서부권 중심 역할을 하고 있는 고장이다. 오리농법에 의한 무공해 쌀과 한우 등 농축산업을 기반으로 카스, 필룩스 등의 기업들이 지역경제를 이끌어가고 있다.

## 연혁
- 1914년 광석면, 석적면 통합 광적면으로 개칭
- 1915년 10월 21개리를 7개리로 개편
- 1973년 7월 7개리중 덕도리를 1,2리로,비암리를 1,2리로 분할 9개리로 개편
- 1975년 1월 가납리를 1,2리로,효촌리를 1,2리로 분할 11개리로 개편
- 1980년 1월 가납리를 1,3리로,비암2리를 2,3리로,덕도1리를 덕도1,3리 분할14개리로 개편
- 1999년 5월 광석리를 1,2리로 분할, 15개리로 개편
- 2006년 7월 가납1리를 가납 1,4리로 분할, 16개리로 개편
- 2007년 5월 석우리를 석우1,2리로 분할,  17개리로 개편
- 2007년 12월 비암리를 비암1, 2리 개편, 현재 16개리[2]

## 법정리
- 가납리(佳納里)
- 광석리(廣石里)
- 우고리(遇古里)
- 비암리(比岩里)
- 효촌리(孝村里)
- 덕도리(德道里)
- 석우리(石隅里)

## 교육
- 가납초등학교
- 조양중학교

## 주거
| 단지명        | 건설사   | 시행사       | 주소                      | 입주       | 비고     |
| ------------- | -------- | ------------ | ------------------------- | ---------- | -------- |
| 양주 가납주공 | 양우건설 | 대한주택공사 | 삼일로65번길 156 (석우리) | 2006년 3월 | 국민임대 |